# كهف ثيوبيترا
يقع كهف ثيوبيترا في ثيساليا، اليونان، على الجانب الشمالي الشرقي من تكوين صخري من الحجر الجيري، على بعد 3 كم (2 ميل) جنوب كالامباكا. أصبح الموقع ذا أهمية متزايدة حيث يُنسب الوجود البشري إلى جميع فترات العصر الحجري الأوسط والعصر الحجري الحديث وما بعده، مما يربط بين عصر البليستوسين وعصر الهولوسين.